# 8e division de Landwehr (Empire allemand)
Pour les articles homonymes, voir 8e division.
La 8e division de Landwehr est une unité majeure de l'armée prussienne pendant la Première Guerre mondiale.

## Composition

### Structure de guerre à partir du 12 mars 1915
- - 109e régiment d'infanterie de Landwehr
  - 110e régiment d'infanterie de Landwehr
  - 109e régiment d'infanterie de Landsturm
  - 27e peloton de mitrailleuses de campagne
  - 29e peloton de mitrailleuses de campagne
  - Escouade de mitrailleuses de la forteresse Istein (de)
  - Escouade de mitrailleuses de la forteresse Hüningen
  - 2e escadron de Landwehr du 14e corps d'armée
  - 3e escadron de Landwehr du 14e corps d'armée
  - Département de remplacement du 67e régiment d'artillerie de campagne
  - 13e bataillon d'artillerie à pied de Landwehr
  - Bataillon de remplacement du 20e régiment d'artillerie à pied
  - 2e compagnie de réserve du 14e bataillon du génie
  - 2e détachement de signalisation lumineuse
  - 13e escouade de dirigeables de forteresse
  - 4e escouade téléphonique
  - 4e escouade de lanceurs de mines

### Structure de guerre à partir du 4 janvier 1918
- 56e brigade d'infanterie de Landwehr
  - 109e régiment d'infanterie de Landwehr
  - 110e régiment d'infanterie de Landwehr
  - 111e régiment d'infanterie de Landwehr
  - 1er escadron du 5e régiment de chasseurs à cheval
- 147e commandement d'artillerie
  - 8e régiment d'artillerie de campagne de Landwehr
- 408e bataillon du génie
- 508e commandant divisionnaire du renseignement

## Calendrier de bataille
La division est formée le 31 janvier 1915 à partir de la 56e brigade de Landwehr, issue de la brigade de Landwehr Bodungen. Elle est déployée sur le front occidental tout au long de la Première Guerre mondiale . Après la fin de la guerre, l'unité rentre chez elle, où la division est démobilisée et finalement dissoute en janvier 1919.

### 1915
- à partir du 29 janvier --- Guerre de tranchées en Haute-Alsace

### 1916
- Guerre de tranchées en Haute-Alsace

### 1917
- jusqu'au 14 janvier --- Guerre de tranchées en Haute-Alsace
- 16 janvier au 23 février --- Batailles près de Ronvoux-Saulx (batailles de positions entre la Meuse et la Moselle)
- à partir du 24 février --- Guerre de tranchées devant Verdun

### 1918
- jusqu'au 18 juin --- Guerre de tranchées devant Verdun
- 19 juin au 11 septembre --- Guerre de tranchées entre Meuse et Moselle
- 12 au 14 septembre --- Combats d'évitement dans l'arc de Saint-Mihiel
- 15 septembre au 10 octobre --- Guerre de tranchées dans la plaine de la Woëvre et à l'ouest de la Moselle
- 11 octobre au 11 novembre --- Guerre de tranchées sur les hauteurs à l'ouest de la Moselle
- à partir du 12 novembre --- Retour en marche à travers la Lorraine, la province de Rhénanie et le Palatinat

### 1919
- jusqu'au 4 janvier --- Retour en marche à travers la Lorraine, la province de Rhénanie et le Palatinat

## Divers
De novembre 1915 à septembre 1918, la division publie le journal de campagne « Meldereiter im Sundgau ».

## Commandants
| Grade        | Nom                        | Date                               |
| ------------ | -------------------------- | ---------------------------------- |
| Generalmajor | Albert von Bodenungen (de) | 25 janvier 1915 au 5 janvier 1917  |
| Generalmajor | Otto Hans Eduard Schumann  | 6 janvier 1917 au 15 décembre 1918 |